# Guardian Hearts
Guardian Hearts (がぁーでぃあん Hearts?) es una comedia romántica manga, creada por Sae Amatasu, que fue lanzada por primera vez el 2001. Pertenece al tipo harem de tipo manga donde un chico es románticamente perseguido por varias chicas.
Una serie de OVAs fue lanzada en el 2003 denominado "Guardian Hearts" (Guardian de Corazones), con tres series de episodios. Dos años más tarde, una nueva serie de OVA fue puesto en venta, denominado "Guardianes Hearts - Power Up" (Guardian de Corazones - Encendido). La primera serie se enfocó principalmente en la comedia y acción y la segunda serie también tuvo comedia pero tuvo un poco más de acción. Sin embargo continuó habiendo elementos de comedia - solo que estos no se presentaban tan constantemente a diferencia de la primera serie.

## Reseña
La Guardian Hearts con el nombre de Hina, accidentalmente revela a sí misma a un chico, que es Wataki. Los dos comienzan a vivir juntos. Dado que la historia avanza, más chicas se unen a ellos.

## Personajes
- Wataki Kazuya
- Seiyu: Takahiro Sakurai

El personaje masculino de la serie - tanto en el manga, como en el anime -. El nunca tuvo tanta suerte o mala suerte, tal vez es un hombre que descubre la identidad y los secretos de los diferentes tipos de chicass que conviven con él en toda la serie. En un principio, descubrió la identidad de Hina, una de los muchos Guardian Hearts, y para mantener su secreto, él no tuvo más remedio que dejarla vivir con él. El resto es el mismo para todas las chicas que han seguido después. 
- Hina
- Seiyu: Rie Kugimiya

Una de las principales personajes femeninos. Su identidad secreta es que ella es en realidad un Guardian Hearts, es la protectora de la paz y el bienestar de la Tierra. Sin embargo, debe mantener siempre su identidad en secreto, pero terminó en un fracaso tal y cuando llegó a la Tierra cuando un chico de secundaria llamado Kazuya vio toda la cosa. Ella le preguntó a él si podían vivir juntos y ser, mientras la madre de Kazuya los ve y se alegra de que este conviva, aceptando de que Hina viva con ellos y se convierten en "familia". De tal su identidad se mantiene en secreto. Ella también tiene que completar las pruebas dadas por su superior para que pueda permanecer en la Tierra. Ella ama a Kazuya, y empuja a las demás o las alejas cuando estas se acercan a él.
- Chelsea
- Seiyu: Haruna Ikezawa

Uno de los principales personajes femeninos. Ella es en realidad una princesa de un mundo mágico que vino a la tierra en busca de un marido. Ella también esconde un secreto que la identidad es que ella es una chica mágica. Su choco con Kazuya accidentalmente y este le vio los pantis, ella pensando en una tradición japonesa, decidió que este sería su futuro marido, sobre todo porque Kazuya descubrió su verdadera identidad. Es muy obsesionada con Kazuya, por la ilusión de que él constantemente le diga: mi corazoncito, y siempre odia a Hina para ponerse en su camino (que ella no sabe es el guardián del corazón). Ella odia a la Guardian Heart para siempre, porque no la deja acercarse a su prometido
- Maya
- Seiyu: Kae Araki

Uno de los principales personajes femeninos. Ella es conocida como "Black Maya", de su clan ninja. Ella es una fugitiva ninja (razones son desconocidas), pero todavía se reconoce a sí misma como un ninja de su clan y defiende las tradiciones de su clan. Una de las tradiciones es mantener su identidad en secreto, y debe matar a la persona que conozca su verdadera identidad. Kazuya se enteró de su identidad cuando se encontró con sus herramientas de ninja accidentalmente. Ella al tratar de matar a Kazuya, Hina -quien estaba persiguiendo a Kazuya- va y lo defiende con su pistola, Maya queda atrapada en un sinfín de balas, pero Kazuya- quien se había percatado de la ruidosa presencia de Hina- agarró a Hina y dejó que Maya escapara. Así que ella le debe, y como una de las tradiciones, ella debe pagar el favor de vuelta, y por lo que también convive con él- obviamente dejándole vivir-. Ella odia Kazuya en un principio, sobre todo cuando ella no tuvo más remedio que convertirse en su mujer porque la vio desnuda dos veces (así que lo beso dos veces), que es una de las tradiciones ninja-que si un hombre te ve desnuda tienes que ser su mujer-. Sin embargo durante toda la serie, luego de convivir con él cuando se da cuenta de que es confiable y amable, ella siempre piensa que Kazuya está destinado a ser su marido, pero todavía no puede expresar sus sentimientos así . Ella odia a la Guardian Hearts, así como para pagarle en una pelea. 
- Kurusu
- Seiyu: Kyoko Tsuruno

Uno de los principales personajes femeninos. Kurusu es extranjera y vino de un planeta donde su tribu tiene el poder de utilizar las habilidades y competencias de manifiesto por la ropa que lleva (en su mayoría de uniformes), y por lo que se sabe que siempre lleve cosplay. Al parecer le gusta Kazuya al principio, ya que confesó su identidad a él, diciéndole: Soy una alíenigena, pero la conversación fue interrumpida por Hina. Ella también odia Hina por la interrupción de su confesión a Kazuya. También vive con Kazuya. 
- Kotona
- Seiyu: Hisayo Mochizuki

Uno de los personajes femeninos que vive junto con Kazuya. Ella es una miko (sacerdotisa) del planeta Karutei, y por lo que puede percibir el poder espiritual y también exorcisa espíritus. Su razón para estar con Kazuya es desconocida, pero aparentemente ella vive con él cuando el resto de las niñas que viven con él a partir también. Le encanta la comida y le encanta comer, y puede soportar lo que es mortal para los humanos. 
Daisy
- Seiyu: Mayumi Shintani

Una gata antropomorfa que comienza a vivir en la casa de Kazuya, aunque es más cercana a su madre. Se lleva bien con Kazuya y las chicas, excepto con Chelsea, a quien comenzó a molestar (por alguna razón) incluso antes de comenzar a vivir con Kazuya. Ella anima a todas las chicas excepto a Chelsea a acercarse más a Kazuya. Cuando le tiran de la oreja tres veces, se convierte en un gran monstruo que parece un gato blanco del tamaño de Godzilla. 
- Tori

Un pájaro de color amarillo, que puede transformarse en una niña, y vive con Kazuya. Su identidad se desconoce, pero al parecer también es un poder que puede hacer que Kazuya se transforman en una figura heroica. Ella es el único personaje que se preocupa por el bienestar de todos y no tomar partido. También es el narrador de la serie- y dice datos de cosas que no salen en la serie-.
- Datos: Q5227732